# Der süße Brei
Der süße Brei ist ein Märchen (ATU 565). Es steht in den Kinder- und Hausmärchen der Brüder Grimm an Stelle 103 (KHM 103). Bis zur 2. Auflage lautete der Titel Vom süßen Brei.

## Inhalt

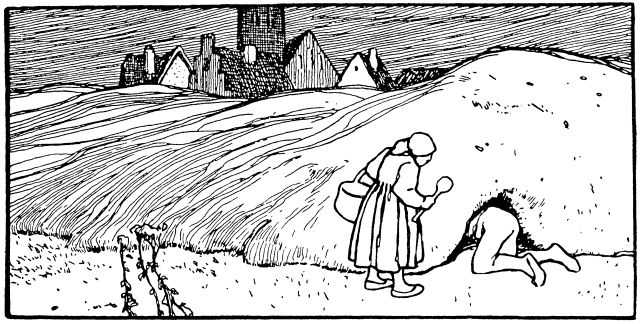
Illustration von Otto Ubbelohde, 1909

Ein Mädchen, das allein mit seiner armen Mutter zusammenlebt, geht um Essen betteln. Eine alte Frau schenkt ihm einen Zaubertopf, der auf das Kommando „Töpfchen, koch“ süßen Hirsebrei zubereitet und bei den Worten „Töpfchen, steh“ wieder damit aufhört. Von da an müssen sie nie wieder hungern. Eines Tages ist das Mädchen aus dem Haus, und die Mutter befiehlt dem Topf „Töpfchen, koch“, und der Topf kocht Brei. Den zweiten Spruch hat sie sich nicht gemerkt, und er hört also nicht wieder damit auf. Die ganze Stadt ist bereits unter Brei begraben, als das Kind nach Hause kommt und zu ihm „Töpfchen, steh“ sagt. Da hört es auf zu kochen.

## Herkunft
Grimms Anmerkung notiert „Aus Hessen“ (von Henriette Dorothea Wild), vergleicht eine „uralte Fabel“ vom nie versiegenden Krug, den nur Unschuld kontrollieren kann, eine indische Erzählung bei „Polier 2, 45“ vom Topf, der aus einem Reiskorn endlos kocht, sowie Goethes Der Zauberlehrling. Brei stehe wie Brot für Nahrung allgemein, „vergl. Aristophanes Frösche 1073“, und wurde in Thüringen zu Fasching gegessen, damit das Jahr kein Mangel herrsche, „s. Prätorius Glückstopf S. 260“. Zu einem Fest des süßen Breis als Arbeiterlohn nennen sie Asbjörnsen Thl. 2 „von der Mühle, die alles malt.“
Der Süsse Brey heißt eine Geschichte über Armenspeisung in Erasmus Franciscis Der Höllische Proteus, den die Brüder Grimm kannten. Zu dem armen frommen Mädchen vergleiche KHM 153 Die Sterntaler, zu der Wundergabe KHM 36, 130, 158, 159. Hans Sachs publizierte 1530 die bekannte Vision vom Hirseberg am Eingang zum Schlaraffenland.
Lutz Röhrich bemerkt, dass die Erwähnung von Hirse in Märchen anscheinend von der mittelalterlichen Nahrungsgewohnheit der Unterschicht geblieben ist. Bei magischen Formeln kommt es auf die Bewahrung des genauen Wortlauts an.

## Zur Interpretation
Das Motiv des Märchens war ehedem wohlbekannt, weit verbreitet und bitter: Hunger. Das Märchen ist auch älter als der erste Import von erschwinglichem (Rohr-)Zucker, und vorher war Süßendes (Honig, Sirup, Süßkirsche o. ä.) außerordentlich knapp – so macht die natürliche Süße der gekochten Hirsekörner den Brei besonders wunderbar. Außerdem ist die Quellfähigkeit von Hirse ähnlich groß wie die des Reises.
Nur ein Wunder kann manchmal helfen – das ist das „Trost“-Motiv, um dessentwillen solche Märchen sich lange mündlich gehalten haben. Das vergnüglich-groteske Bild der Stadt voller Brei könnte die Lehre mittransportieren: Wunder würden jemandem anvertraut – man sollte eine besondere Gabe dem Beschenkten nicht hinterrücks entziehen, nicht einmal eine Mutter ihrem Kind. Das bringt Unsegen. Nur das Kind beherrscht sie – eine kleine Stärkung kindlichen Selbstbewusstseins.
Das kochende Gefäß der alten Frau ist die nahrungsspendende Funktion des Mutterarchetyps. Friedel Lenz geht von der altindischen Bedeutung von Sonne und Mond als himmlische Breikessel aus, die nur das kindliche Seelenleben wieder zu fassen lernt. Auch Rudolf Geiger betont die verjüngte Weisheit kindlicher Zuversicht gegenüber der alten, wobei Walter Scherf kritisiert, dass dies nicht der Konstellation anderer Fassungen entspricht, meistens geht es um einen armen und einen reichen Bruder. Als Leitfassung dient Die Mühle, die auf dem Meeresgrunde mahlt nach Jørgen Moe.

## Kulturgeschichtliche Überformungen
Bei Janosch (1983) heiratet erst die Mutter, dann auch die Tochter. Zu viert bauen sie eine Breifabrik und steigern ihren Luxus immer mehr. Darüber vergessen sie das Wort zum Stoppen des Topfes und werden unter dem Brei begraben.
2018 wurde Der süße Brei mit Elementen des modernen Fantasyfilms für die ZDF-Reihe Märchenperlen verfilmt. Regie führte Frank Stoye, die Hauptfiguren verkörperten Svenja Jung und Merlin Rose. Da es sich um das kürzeste Märchen der Grimms handelt, wurden in die Verfilmung etliche neue Aspekte eingefügt, z. B. ist der Topf einst zerbrochen und das Mädchen „Jola“ muss die Scherben zusammenfügen.
Siehe auch den Film Die drei Holzfäller.